# هدریک (آیووا)
هدریک (به انگلیسی: Hedrick) شهری در ایالت آیووا کشور ایالات متحده آمریکا است که جمعیت آن در سرشماری سال ۲۰۱۰ میلادی، ۷۶۴ نفر بوده است.